# Luis Javier Mosquera
Luis Javier Mosquera Lozano (ur. 27 marca 1995 w Yumbo) – kolumbijski sztangista, dwukrotny medalista letnich igrzysk olimpijskich.
Podczas letnich igrzysk olimpijskich w Rio de Janeiro startował w kategorii do 69 kg. Zajął początkowo 4. miejsce w klasyfikacji, lecz po dyskwalifikacji kirgiskiego sztangisty Izzata Artykowa zdobył brązowy medal (2019).
W 2021 roku na igrzyskach w Tokio zdobył srebrny medal w kategorii do 67 kg.